# The Dynamiters (film 1912)
The Dynamiters è un cortometraggio muto del 1912 scritto, interpretato e diretto da William Duncan.

## Produzione
Il film fu prodotto dalla Selig Polyscope Company. Venne girato a Canon City, in Colorado.

## Distribuzione
Distribuito dalla General Film Company, il film - un cortometraggio di una bobina - uscì nelle sale cinematografiche statunitensi il 5 novembre 1912. Venne distribuito anche nel Regno Unito il 30 gennaio 1913.

### Conservazione
Copia della pellicola si trova conservata negli archivi della Library of Congress di Washington.